# Crithagra leucoptera
Il canarino della protea (Crithagra leucoptera (Sharpe, 1871)) è un uccello passeriforme della famiglia dei Fringillidi.

## Etimologia
Il nome scientifico della specie, leucoptera, deriva dall'unione delle parole greche λευκος (leukos/lefkos, "bianco") e πτερος (pteros, "ala"), col significato di "dalle ali bianche", in riferimento alla livrea di questi uccelli.

## Descrizione

### Dimensioni
Misura 15–16 cm di lunghezza, per 18-24,8 g di peso.

### Aspetto
Si tratta di uccelli dall'aspetto robusto e massiccio, muniti di testa arrotondata, forte becco conico, ali appuntite e coda lievemente forcuta in punta.
Il piumaggio è bruno-grigiastro su tutto il corpo, più scuro su testa e area dorsale e più chiaro su petto e specialmente ventre: la gola, il sopracciglio, il sottocoda e la base di copritrici e remiganti sono di colore bianco, caratteristica questa che frutta alla specie il suo nome scientifico.

## Biologia
Si tratta di uccelli diurni, che passano la giornata fra cespugli e i rami alla ricerca di cibo, muovendosi da soli, in coppie o in piccoli gruppi familiari.

### Alimentazione
La dieta di questi uccelli è essenzialmente granivora: come intuibile dal nome comune, il canarino della protea è strettamente legato alla protea, dei cui semi, germogli e boccioli si nutre, mangiando anche i piccoli insetti reperiti durante la ricerca del cibo di origine vegetale.

### Riproduzione
La stagione degli amori va da agosto ad ottobre: si tratta di uccelli monogami.

I maschi attraggono le femmine cantando da posatoi in evidenza e compiendo dei voli rituali attorno agli stessi: all'approssimarsi di una di esse inizia il corteggiamento vero e proprio, che consiste nel tampinare insistentemente la femmina con piume arruffate e becco e ali semiaperti.
Il nido è a forma di coppa e viene costruito dalla femmina al riparo fra le frasche: al suo interno vengono deposte 3-5 uova, che la femmina cova da sola (imbeccata e protetta dal maschio) per circa due settimane, al termine delle quali schiudono pulli ciechi ed implumi. Essi vengono imbeccati e accuditi da ambedue i genitori: attorno alle tre settimane di vita avviene l'involo, mentre l'indipendenza piena viene raggiunta a circa un mese e mezzo dalla schiusa.

## Distribuzione e habitat
Il canarino della protea è endemico del Sudafrica, del quale occupa l'area costiera meridionale fra il sud del Capo Occidentale ed il sud-ovest del Capo Orientale.
L'habitat di questi uccelli è rappresentato dalle aree submontane e montane a prevalenza di densa copertura cespugliosa, ovviamente con presenza di protea.